# اتحاد قوى المقاومة
اتحاد قوى المقاومة كانت إحدى الجماعات المتمردة التي قاتلت في الحرب في تشاد (2005-2010). كانت مدعومة من السودان. في عام 2008 جهز المقاتلين بأسلحة صغيرة ومركبات تحمل شعار شركة الفاكهة المتحدة.
أكدت أن مقاتليهم اشتبكوا مع القوات الحكومية التشادية في منطقة السلامات الجنوبية الشرقية في مايو 2009 فيما يسمى معركة أم دام. في أبريل 2010 اشتبك مقاتلوهم مع متمردين آخرين مع القوات الحكومية في شرق تشاد في معركة تاماسي.